# Římskokatolická církev ve Španělsku
Katolické vyznání je hlavním španělským náboženstvím, k němuž se hlásí 92 % populace, počet praktikujících je však nižší. Španělsko je rozděleno do 70 diecézí, které jsou seskupeny do 14 církevních provincií. Biskupové jsou organizováni ve Španělské biskupské konferenci, Svatý stolec je reprezentován apoštolským nunciem ve Španělsku. Ve španělské biskupské konferenci byl členem také patriarcha Západní Indie. Arcidiecéze toledská se vyznačuje zvláštním ritem zv. mozarabský.

## Současná organizační struktura církve ve Španělsku

Římskokatolické diecéze ve Španělsku (tmavě arcidiecéze). Popis diecézí lze najít na stránkách Španělské biskupské konference

### Církevní provincie barcelonská
- Arcidiecéze barcelonská
  - Diecéze Sant Feliu de Llobregat
  - Diecéze Terrassa

### Církevní provincie burgoská
- Arcidiecéze burgoská
  - Diecéze Bilbao
  - Diecéze Osma-Soria
  - Diecéze Palencia
  - Diecéze Vitoria

### Církevní provincie granadská
- Arcidiecéze granadská
  - Diecéze Almería
  - Diecéze Cartagena
  - Diecéze Guadix
  - Diecéze Jaén
  - Diecéze Málaga

### Církevní provincie madridská
- Arcidiecéze madridská
  - Diecéze Alcalá de Henares
  - Diecéze Getafe

### Církevní provincie Mérida-Badajoz
- Arcidiecéze Mérida-Badajoz
  - Diecéze Coria-Cáceres
  - Diecéze Plasencia

### Církevní provincie oviedská
- Arcidiecéze oviedská
  - Diecéze León
  - Diecéze Santander
  - Diecéze Astorga

### Církevní provincie pamplonská
- Arcidiecéze Pamplona a Tudela
  - Diecéze Calahorra y La Calzada-Logroño
  - Diecéze Jaca
  - Diecéze San Sebastián

### Církevní provincie compostelská
- Arcidiecéze Santiago de Compostela
  - Diecéze Lugo
  - Diecéze Mondoñedo-Ferrol
  - Diecéze Orense
  - Diecéze Tui-Vigo

### Církevní provincie sevillská
- Arcidiecéze sevillská
  - Diecéze Cádiz a Ceuta
  - Diecéze Kanárské ostrovy
  - Diecéze San Cristóbal de La Laguna o Tenerife
  - Diecéze Córdoba
  - Diecéze Huelva
  - Diecéze Jerez de la Frontera

### Církevní provincie tarragonská
- Arcidiecéze tarragonská
  - Diecéze Girona
  - Diecéze Lleida
  - Diecéze Solsona
  - Diecéze Tortosa
  - Diecéze urgelská
  - Diecéze Vic

### Církevní provincie toledská
- Arcidiecéze toledská
  - Diecéze Albacete
  - Diecéze Ciudad Real
  - Diecéze Cuenca
  - Diecéze Sigüenza-Guadalajara

### Církevní provincie valencijská
- Arcidiecéze valencijská
  - Diecéze Ibiza
  - Diecéze Mallorca
  - Diecéze Menorca
  - Diecéze Orihuela-Alicante
  - Diecéze Segorbe-Castellón de la Plana

### Církevní provincie valladolidská
- Arcidiecéze valladolidská
  - Diecéze Ávila
  - Diecéze Ciudad Rodrigo
  - Diecéze Salamanca
  - Diecéze Segovia
  - Diecéze Zamora

### Církevní provincie zaragozská
- Arcidiecéze zaragozská
  - Diecéze Barbastro-Monzón
  - Diecéze Huesca
  - Diecéze Tarazona
  - Diecéze Teruel y Albarracín

### Vojenský ordinariát Španělska
- Vojenský ordinariát Španělska je vojenský ordinariát spravovaný arcibiskupem se sídlem v Madridu, je bezprostředně podřízen Svatému Stolci.

## Ordinariát pro věřící východního ritu
- Ordinariát pro věřící východního ritu ve Španělsku  byl založen v roce 2016.